# Балтийская коса
Балтийская коса, в Польше — Ви́слинская коса (пол. Mierzeja Wiślana), до 1945 года — Фрише-Нерунг (нем. Frische Nehrung) — узкая полоска суши (коса), отделяющая Калининградский залив от основной части Гданьского залива.

## Описание
Длина косы — 65 км (из которых 35 км на северо-востоке принадлежат России (Балтийская коса Калининградской области), остальные — Польше (Вислинская коса), ширина — 300—1800 м в средней и южной частях и 8—9 км в северной. Покрыта песчаными пляжами и частично залесёнными дюнами.
Коса соединена с материком на юго-западном конце (в Польше), с российской стороны отделена от материка судоходным Балтийским проливом. Пролив этот, ранее известный как Гатт (нем. Gatt, Seegatt) или Пиллауская глубина (нем. Pillauer Tief), образовался в результате сильного шторма 10 сентября 1510 года. В начале XX века через него прошёл Кёнигсбергский судоходный канал, который позже стал Калининградским морским каналом между городами Балтийском и Калининградом.
Северная часть косы называлась Пиллауский полуостров по городу Пиллау (с 1945 года — Балтийск).

## Происхождение
Балтийская коса является морским аккумулятивным образованием — природный феномен, который заключается в противодействии двух природных сил. Морские волны и береговые течения перемещают песок к берегу, а ветер перемещает на саму косу, образуя эоловые отложения (дюны). Высота дюн Балтийской косы не превышает 40 метров. Растительность косы задерживает перемещения масс песка. Процесс дюнообразования начался около 6000 лет назад, после образования Вислинского (Калининградского) залива. Последний образовался после отступления Валдайского ледника из-за движений земной коры и колебаний уровня Балтийского моря.

## Флора и фауна
Вся площадь косы занята смешанными хвойно-широколиственными лесами. Есть здесь и редкие растения, как, например, синеголовник. Вокруг территории бывшей авиабазы растут кусты облепихи.
Российская часть Балтийской косы с конца XVI века лишилась древесной растительности и была покрыта подвижными песками. Современные леса — результат механического закрепления песка, посева трав и лесопосадок, проводимых с середины XIX до середины XX в. Лесистость на российской части косы достигает 80 %. Более 60 % составляют сосны, около 20 % — березняки с вкраплениями небольших участков ольшаников. Изредка встречаются дуб, ель, ясень. Вдоль морского побережья по авандюне распространены растительные сообщества с травами-песколюбами.
Особую ценность для биоразнообразия представляют виды-эндемики Прибалтики и 13 редких в регионе видов высших растений, в том числе синеголовник морской, козлобородник разносемянный, льнянка Лёзеля, а также 6 видов орхидных, из которых пальчатокоренник майский (Dactilorhiza majalis) включён в Красную книгу России.
Фауна косы в основном типичная для Центральной Европы. Здесь обитают лисица, кабан, косуля, барсук, ёж, енотовидная собака, лесная куница и некоторые другие виды. Также здесь встречаются 115 видов птиц, среди которых есть те, кто занесён в Красную книгу.
Коса и прилежащие морские и лагунные воды имеют большое природоохранное значение как участок Беломоро-Балтийского миграционного пути перелётных птиц. На косе гнездится 96 видов птиц, в том числе 5 редких в Балтийском регионе.

## История
В 1756—1762 годах коса входила в состав Российской империи.
В 1807 году под командованием Н. М. Каменского русско-прусский экспедиционный корпус принял участие в обороне косы Фрише-Нерунг от наполеоновских войск.

### До Второй мировой войны
До 1945 года входила в состав германской провинции Восточная Пруссия.
В районе современных посёлков Коса и Рыбачий Германией была создана гидроавиационная гавань — база гидросамолётов.
26 апреля 1945 года в северной части косы был высажен советский морской десант.

### В послевоенный период
После войны на тех же площадях была создана советская военная авиабаза, функционировавшая до 1995 года. После ухода военных с территории авиабазы, последняя пришла в запустение и, по сути, превратилась в руины.
До наших дней сохранились обветшавшие и частично разрушившиеся ангары (где всё ещё можно увидеть выцветшие надписи на немецком языке), ВПП, рулёжные дорожки и прочую инфраструктуру аэродрома.
Также на косе расположены Южный мол, руины Западного форта (построенный в 1869—1871 годы как часть комплекса сооружений крепости Пиллау), недействующая смотровая вышка, три заброшенных командно-связных бункера, батарея ПВО, научно-исследовательский институт, музей истории косы (действует в здании начальной школы), радиовышка Росморпорта и турбаза «Балтийская коса».
В 2022 году на Польской стороне косы открылся заложенный в 2019 году судоходный канал.

## Население

### Российская территория

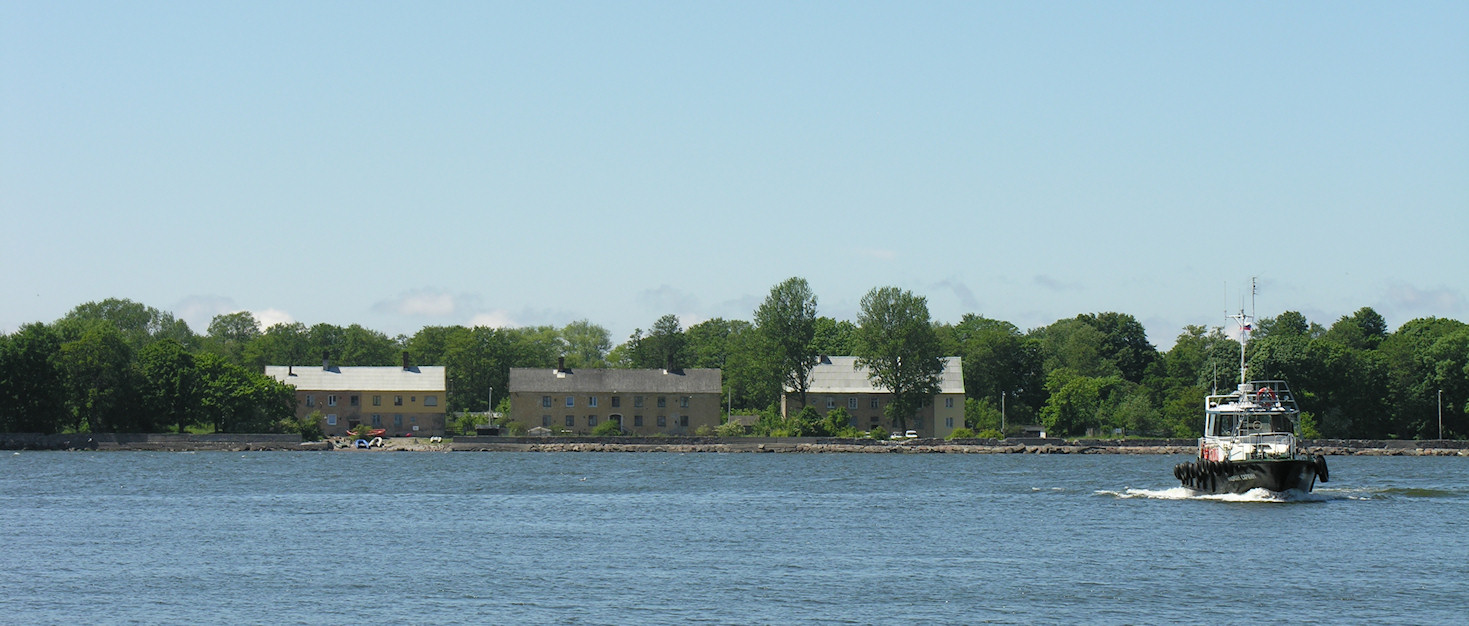
Вид на Балтийскую косу с набережной Балтийска.

Вместе с городом Балтийском и прилегающей территорией коса входит в состав Балтийского городского округа (БГО), население которого составляет около 34-35 тысяч человек. На российской части косы расположены посёлки Коса и Рыбачий — административно районы города Балтийска.
Между Балтийской косой и Балтийском организована грузо-пассажирская паромная переправа: ежедневно автомобильные паромы «Нида» и «Вистула» совершают регулярные рейсы между косой и городом.

### Польская территория
На польской стороне косы расположены посёлки Рыбацке Конты, Крыница-Морска и Пяски. Крыница Морска — популярный курорт.

## Туризм
До середины 1990-х годов Балтийский городской округ был режимной территорией, попасть на которую мог лишь ограниченный контингент граждан. Позже на въезде в Балтийск был создан контрольно-пропускной пункт, требовавший от въезжающих документы, подтверждающие российское гражданство. В начале 2010 года контрольно-пропускной пункт ликвидирован.
25 июня 2008 года решением Калининградской областной думы «Балтийский городской округ» преобразован в «Балтийский муниципальный район»; его состав: городские поселения Балтийск, Приморск и сельское поселение Дивное.
В качестве туристско-рекреационной территории российская часть Балтийской косы не использовалась свыше 50 лет. Облегчение въезда в Балтийск поспособствовало постепенному развитию туризма на российской части косы. В отличие от организованной туристической инфраструктуры на Куршской косе, туризм на Балтийской косе носит «дикий» характер (несмотря на наличие небольшой турбазы). Летом добраться до Балтийской косы можно из Балтийска на частной моторной лодке или на пароме, который ходит раз в 2 часа (вмещает около 20 автомобилей), включая другие виды транспорта: от велосипеда до туристического автобуса.
Площадь косы — 2522 гектара; ширина морских пляжей 30—40 м.. На косе расположен заброшенный немецкий аэродром Нойтиф (нем. Neutief).

## Достопримечательности
На Балтийской косе сохранилось множество достопримечательностей, оставшихся от Восточной Пруссии и нацистской Германии:
- Форт Западный — построен в 1869—1871 годах, входил в комплекс фортификационных сооружений города-крепости Пиллау. Постановлением Правительства Калининградской области от 23 марта 2007 года № 132 форт «Западный» получил статус объекта культурного наследия регионального значения[20]
- Заброшенный аэродром «Нойтиф». В 2020 году начат разбор металлических ангаров
- Батарея Лемберг[21]
- Памятник Неизвестном солдату на территории погранзаставы.
- Склады боеприпасов Люфтваффе.

## Граница

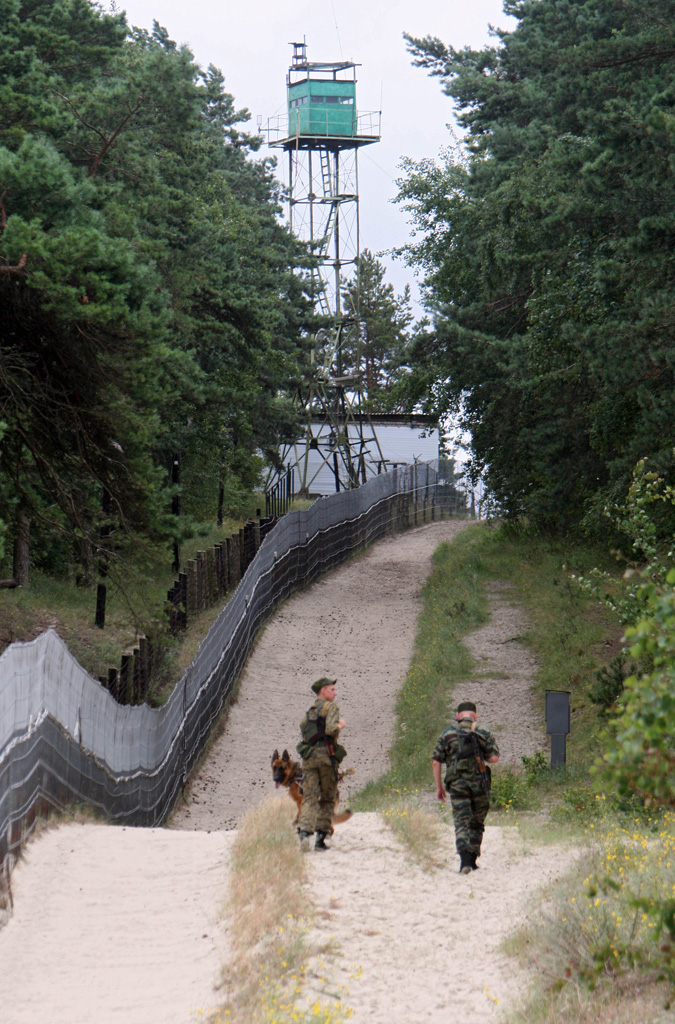
Российские пограничники в наряде

Через косу проходит участок российско-польской границы. Расположенная рядом с ним пограничная застава «Нормельн» — самая западная застава России. Здесь находится и самая западная точка России (19°38" восточной долготы)
Прямое транспортное сообщение между российской и польской частями косы невозможно, так как отсутствует пограничный переход, но его создание планируется. С российской стороны путешественник может достигнуть инженерно-технических заграждений, расположенных около 1,5 км от границы, дальнейшее движение на запад невозможно. Российская погранзастава расположена между заграждениями и линией границы. В 7-километровой полосе, прилегающей к границе, действует пограничный режим; для нахождения в ней необходим пропуск-разрешение.

## Планы

### Национальный парк
В 2019 году вопрос о создании национального парка на Балтийской косе решается на правительственном уровне.

### Российская лига защиты животных
В 2002 году организация «Российская лига защиты животных» выступила с проектом переселения на «большую землю» жителей косы и создания на российской половине рекреационно-познавательного парка «Экотехнополис». Но проект не был реализован.

### Судоходный канал через косу

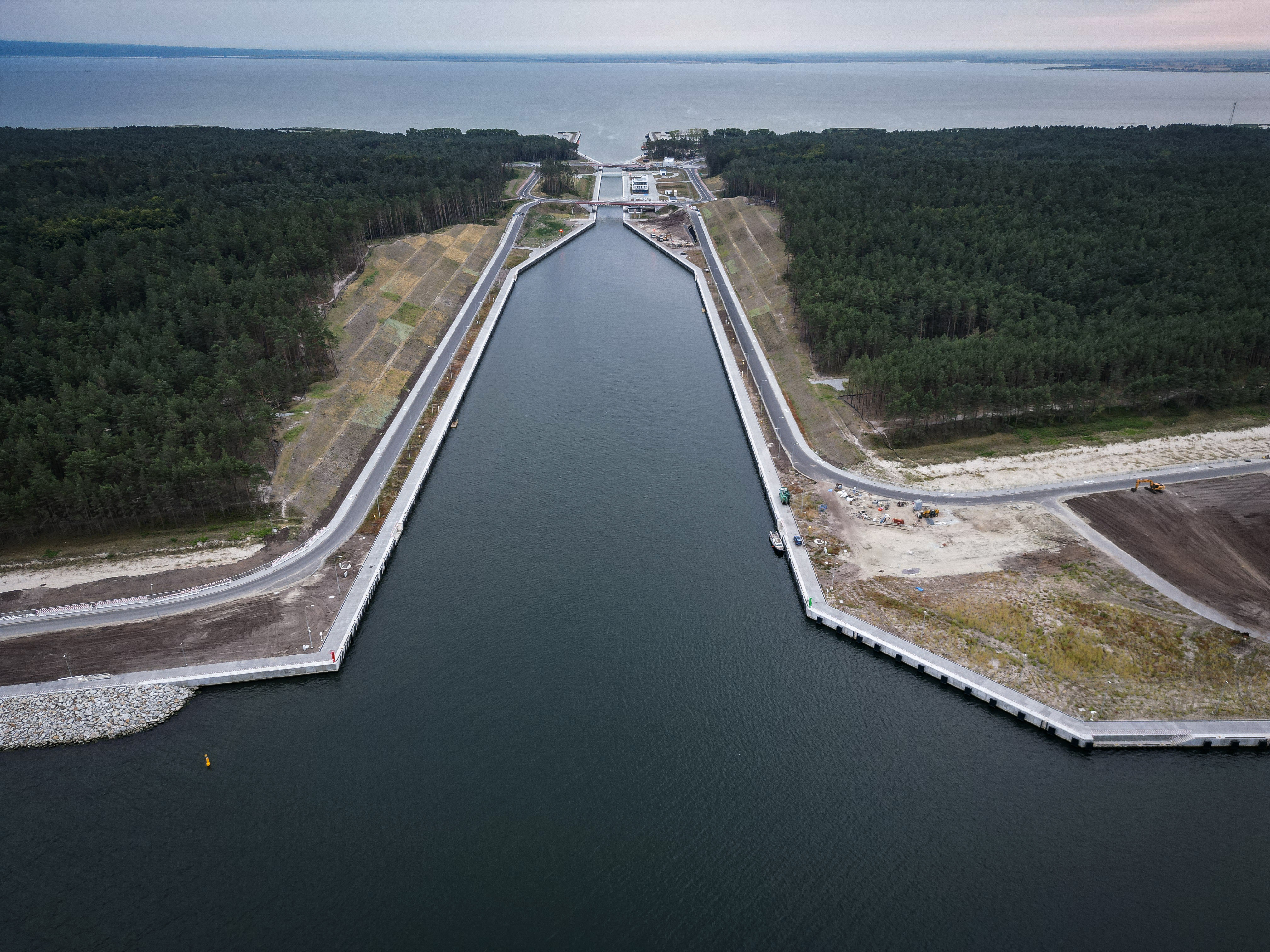
Судоходный канал через косу, построенный Польшей в 2022 г.

В 2004 году в Калининградской области разразился скандал вокруг намерения властей соседних польских воеводств построить в заповеднике на Вислинской косе судоходный канал из Вислинского залива в Гданьский залив для облегчения доступа в польский порт Эльблонг, находящийся в глубине залива, минуя водный путь через российский Балтийск. По заявлению местных польских властей, в Польше создан специальный фонд для сбора денежных средств на строительство канала, а стоимость сооружения составит около 20 млн долларов.
Строительство канала было начато в феврале 2019 года. Открытие канала состоялось 17 сентября 2022 года.